# Свинарник (фильм)
«Свинарник» (итал. Porcile) — итало-французский художественный фильм 1969 года, поставленный режиссёром Пьером Паоло Пазолини.

## Сюжет
В фильме два параллельных сюжета.
Первый происходит в наше время. Юлиан, сын богатого немецкого промышленника Клотца из Рура, испытывает патологическое влечение к свиньям. Они оказываются для него намного более привлекательными, чем его невеста Ида.

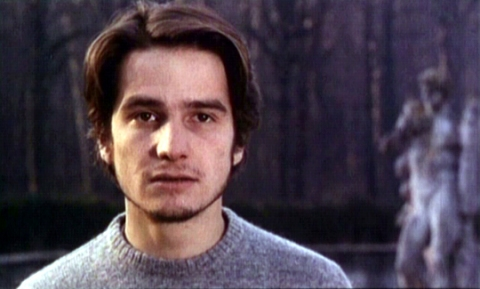
Жан-Пьер Лео в роли Юлиана. Кадр из фильма

Второй сюжет происходит в «таинственной мифической пустыне, неведомо когда и где. Пустыня — зримое выражение абсолюта, внеисторического времени. „Внеисторичность“ рассказа о происходящем в пустыне — преднамеренная, объясняющаяся историчностью немецкого сюжета, и наоборот». Молодой изгой живёт в пустыне. Он каннибал, причём первой жертвой стал его собственный отец. В пустыне он ест ещё живых животных, убивает и поедает людей. Уже пойманный, он несколько раз повторяет: «Я убил своего отца, ел человеческое мясо и дрожу от радости». Сам Пазолини отмечал, что в данном фильме каннибализм не реальный, а символический, как выражение крайней степени протеста.

## Актёры
- Пьер Клементи — каннибал
- Жан-Пьер Лео — Юлиан
- Альберто Лионелло — Клотц из Рура
- Уго Тоньяцци — Хердхитце
- Анна Вяземски — Ида
- Маргарита Лосано — госпожа Клотц
- Марко Феррери — Ганс Гюнтер
- Франко Читти — второй каннибал
- Нинетто Даволи — Мараккьоне